# 明石市立高丘東小学校
明石市立高丘東小学校（あかししりつ たかおかひがししょうがっこう）は、兵庫県明石市大久保町高丘にある公立小学校である。2022年度（令和4年度）現在の児童数は 257名となっている。

## 沿革
出典
- 1974年（昭和49年）11月18日 - 本館、運動場、体育館工事着工。
- 1975年（昭和50年）
  - 5月8日 - 明石市教育委員会において学校設置決定。
  - 8月1日 - 明石市立高丘東小学校開校。
  - 9月1日 - 第2学期始業式挙行。この時点の学級数は6、児童数は91名、教職員数は12名。
  - 10月30日 - 開校式挙行。校章決定。
  - 11月2日 - この日を学校創立記念日と定めた。
- 1976年（昭和51年）
  - 3月24日 - 第1回卒業証書授与式挙行。
  - 7月12日 - プール竣工式。
- 1977年（昭和52年）3月19日 - 第2期工事竣工（普通教室14、音楽室、渡り廊下完成）。
- 1979年（昭和54年）4月1日 - プレハブ教室（5教室）建設。
- 1981年（昭和56年）3月9日 - 普通教室4教室、ピロティ及び体育倉庫竣工。
- 1983年（昭和58年）11月10日 - 創立10周年記念式典挙行。掲揚台完成。
- 1985年（昭和60年）6月7日 - 丸太ジャングル完成。
- 1986年（昭和61年）4月1日 - 障害児学級完成。
- 1994年（平成6年）10月29日 - 創立20周年記念式典挙行。
- 2003年（平成15年）4月1日 - 障害児学級（チャレンジ）設置。
- 2004年（平成16年）10月30日 - 創立30周年記念式典挙行。
- 2007年（平成19年）11月30日 - 北校舎耐震補強及びトイレ改修工事完了。
- 2009年（平成21年）7月23日 - 学校水泳用プール改修工事着工。
- 2010年（平成22年）3月31日 - 水泳用プール完成。
- 2021年（令和3年）4月1日 - 明石市立高丘中学校・明石市立高丘西小学校とともに小中一貫教育を開始[3]

## 通学区域
明石市教育委員会の通学区域を参照。

## 進路状況
ほとんどの児童は明石市立高丘中学校へ進学するが、国私立中学校へ進学する児童もいる。